# کریستی مانزینگا
کریستی مانزینگا (انگلیسی: Christy Manzinga؛ زادهٔ ۳۱ ژانویهٔ ۱۹۹۵) بازیکن فوتبال است.
از باشگاه‌هایی که در آن بازی کرده‌است می‌توان به باشگاه فوتبال لینفیلد و باشگاه فوتبال مادرول اشاره کرد.
وی همچنین در تیم ملی فوتبال DR Congo U20 بازی کرده‌است.